# LEB Be 4/4
Les automotrices Be 4/4 no 26 et 27 sont des automotrices électriques de la compagnie du chemin de fer Lausanne-Échallens-Bercher.

## Description

### Contexte
Dans leur livrée vert foncé avec une ligne médiane d'un blanc crème qui remonte sur les cabines de pilotage, les trains tractés par ces automotrices sont actuellement les plus anciens encore en service régulier sur la ligne du LEB.
Deux automotrices avec deux voitures et deux voitures pilotes ont été commandées et mises en circulation en 1966. Elles ont servi de renfort aux vieilles automotrices CFe 4/4 21 à 25. L'automotrice 26, baptisée Jouxtens-Mézery a été mise à disposition temporairement des TPC du 5 octobre 2010 au 28 mars 2011. Cette dernière compagnie l'a exploitée sur sa ligne de l'ASD. L'automotrice Be 4/4 27, baptisée Étagnières, quant à elle, est utilisée comme train direct. Ces trains ont été, en période scolaire, composés d'une automotrice Be 4/4 26 ou 27, d'une voiture médiane B 141 ou 142 de 64 places ainsi que d'une voiture pilote Bt 151 ou 52 de 60 places.
Les voitures et voitures pilotes associées à ces deux automotrices étaient originellement désignées et numérotées B 41, B 42, Bt 51 et Bt 52. Elles ont été renumérotées en 2010 en ajoutant 100 au numéro à l'exception de la no 52 qui a gardé le même numéro. Ainsi la B 41 devient la B 141, la B 42 devient la B 142 et la Bt 51 devient la Bt 151 Cela survient à la suite de la venue des nouvelles automotrices RBe 4/8 numérotées, elles aussi, 41 et 42 pour deux d'entre elles. Ceci permet d'éviter la confusion.
Avant de porter la livrée actuelle, ces véhicules portaient originellement la même livrée que les automotrices BDe 4/4 no  21 à 25 ainsi que les voitures B no 15 à 19, c'est-à-dire vert foncé sur la moitié basse du véhicule jusqu'au bas des fenêtres et blanc crème pour la moitié haute. Puis, le vert foncé a été remplacé par de l'orange pour augmenter la sécurité. Finalement, elles trouvent leur livrée actuelle vert foncé avec une ligne blanc crème au-dessous des fenêtres, dans les années 1990. La couleur orange est abandonnée avec l'arrivée des premières automotrices de type Be 4/8 en 1985.

### Technique
Les deux automotrices no 26 et 27 sont équipées des freins Charmilles. Elles comportent 44 places assises. Les deux automotrices ainsi que les voitures B 141 et B 142 et les voitures-pilote Bt 151 et Bt 52 ne comportent que des compartiments de 2e classe.

## Liste des véhicules
| Automotrices | Automotrices    | Automotrices     | Automotrices                  | Automotrices                  | Automotrices                                     | Automotrices |
| no           | Mise en service | Révision(s)      | Baptême                       | Emblème                       | Remarque(s)                                      | Photo        |
| ------------ | --------------- | ---------------- | ----------------------------- | ----------------------------- | ------------------------------------------------ | ------------ |
| 26           | 1966            | 4 octobre 2009   | Jouxtens-Mézery               |                               | Livrée vert foncé avec ligne médiane blanc crème |              |
| 27           | 1966            | 23 décembre 1987 | Étagnières                    |                               | Livrée vert foncé avec ligne médiane blanc crème |              |
| Voitures     |                 |                  |                               |                               |                                                  |              |
| no           | Mise en service | Révision(s)      | Type                          | Type                          | Remarque(s)                                      | Photo        |
| 141          | 1966            | 22 octobre 1992  | Voiture seconde classe        | Voiture seconde classe        | Numérotée 41 avant 2010                          |              |
| 142          | 1966            |                  | Voiture seconde classe        | Voiture seconde classe        | Numérotée 42 avant 2010                          |              |
| 151          | 1966            | 8 décembre 1994  | Voiture-pilote seconde classe | Voiture-pilote seconde classe | Numérotée 51 avant 2010                          |              |
| 152          | 1966            | 1er juillet 1987 | Voiture-pilote seconde classe | Voiture-pilote seconde classe |                                                  |              |

## Galerie de Photos

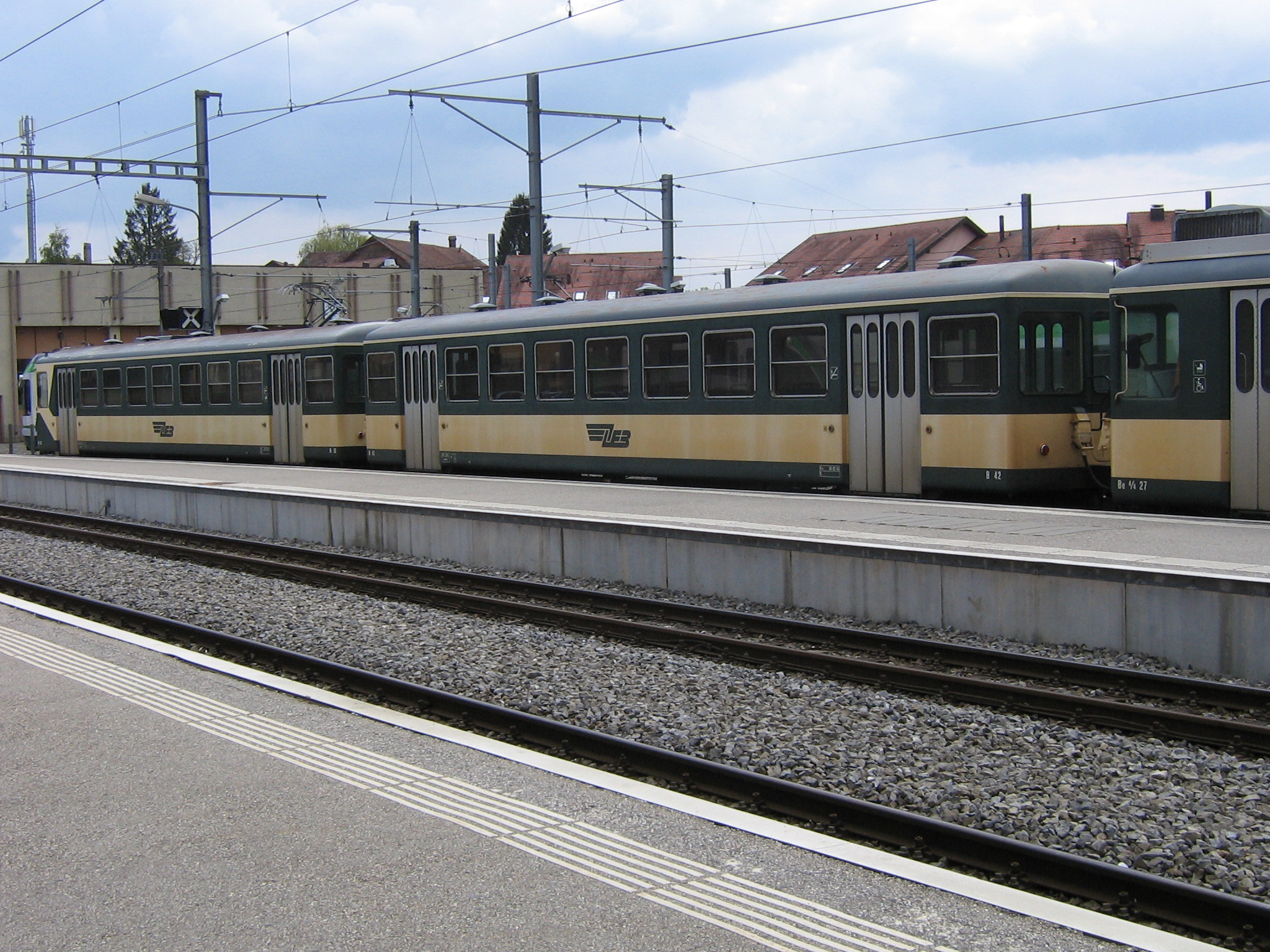
Composition faite de l'automotrice Be 4/4 27, de la voiture B 142 et de la voiture-pilote Bt 52 en voie 3 de la gare d'Échallens.
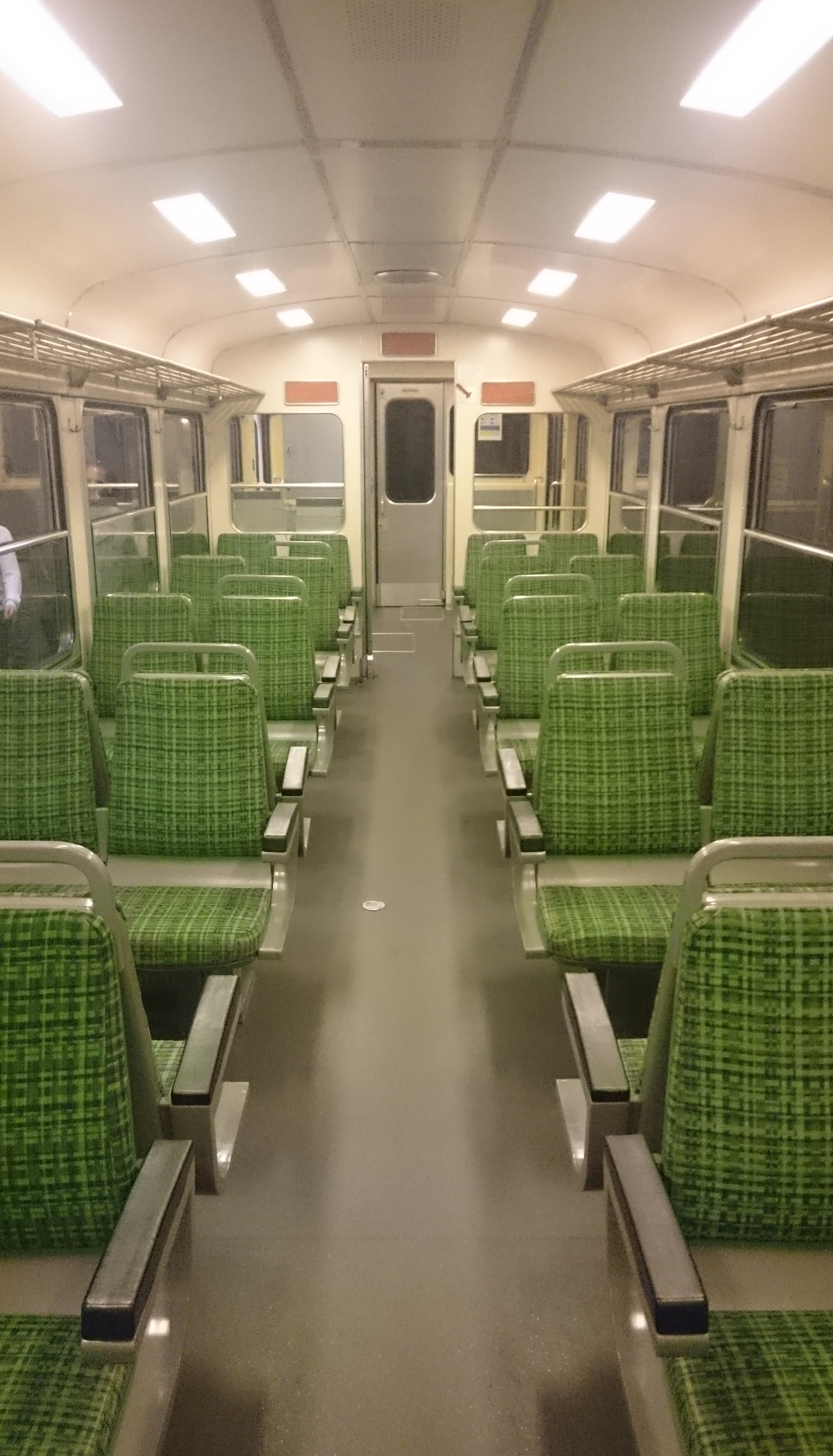
Compartiment voyageur de l'automotrice Be 4/4 26.
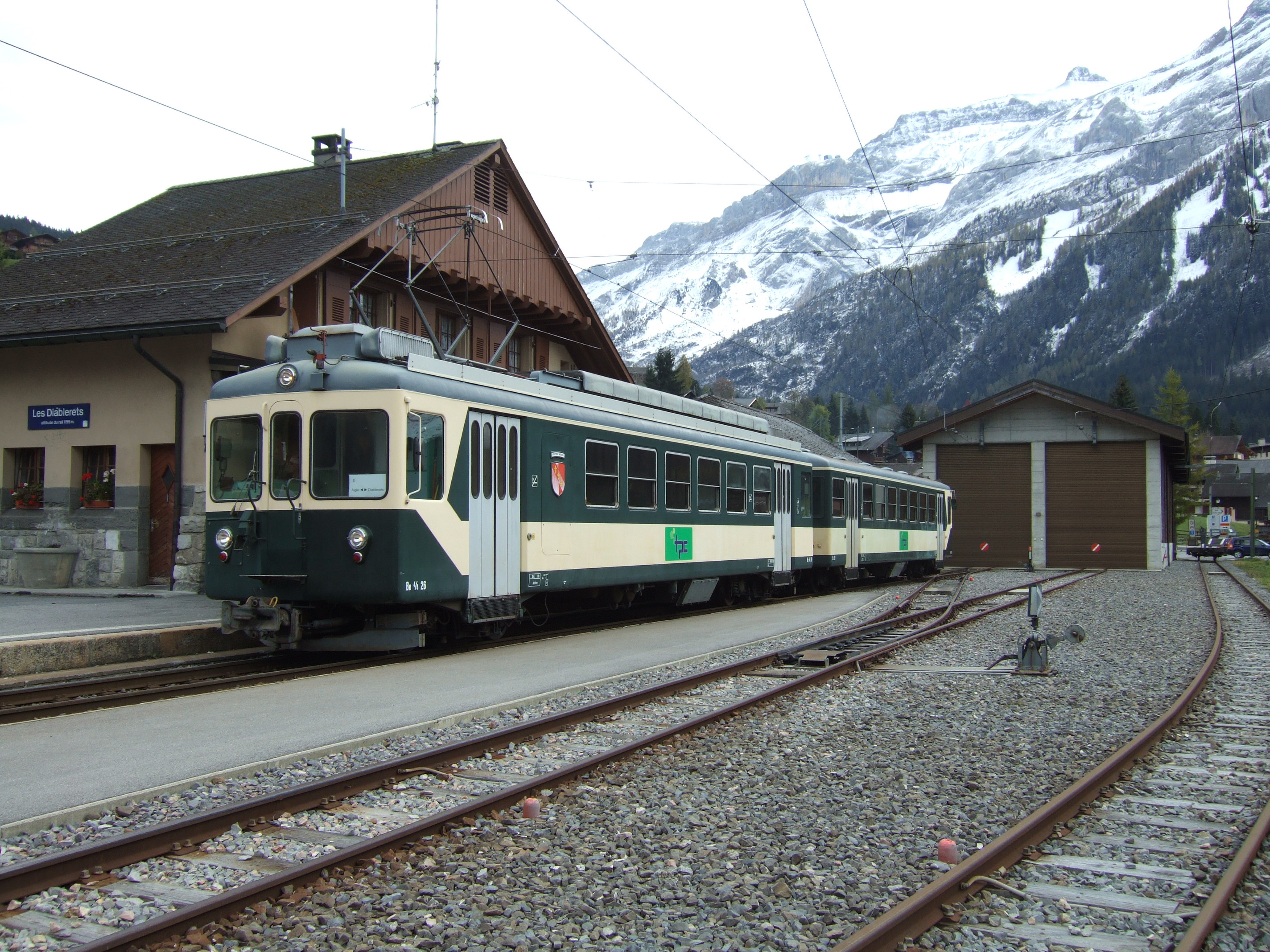
Automotrice Be 4/4 26 et voiture-pilote Bt 151 en gare des Diablerets. Notez les logos du LEB masqués par ceux des TPC.
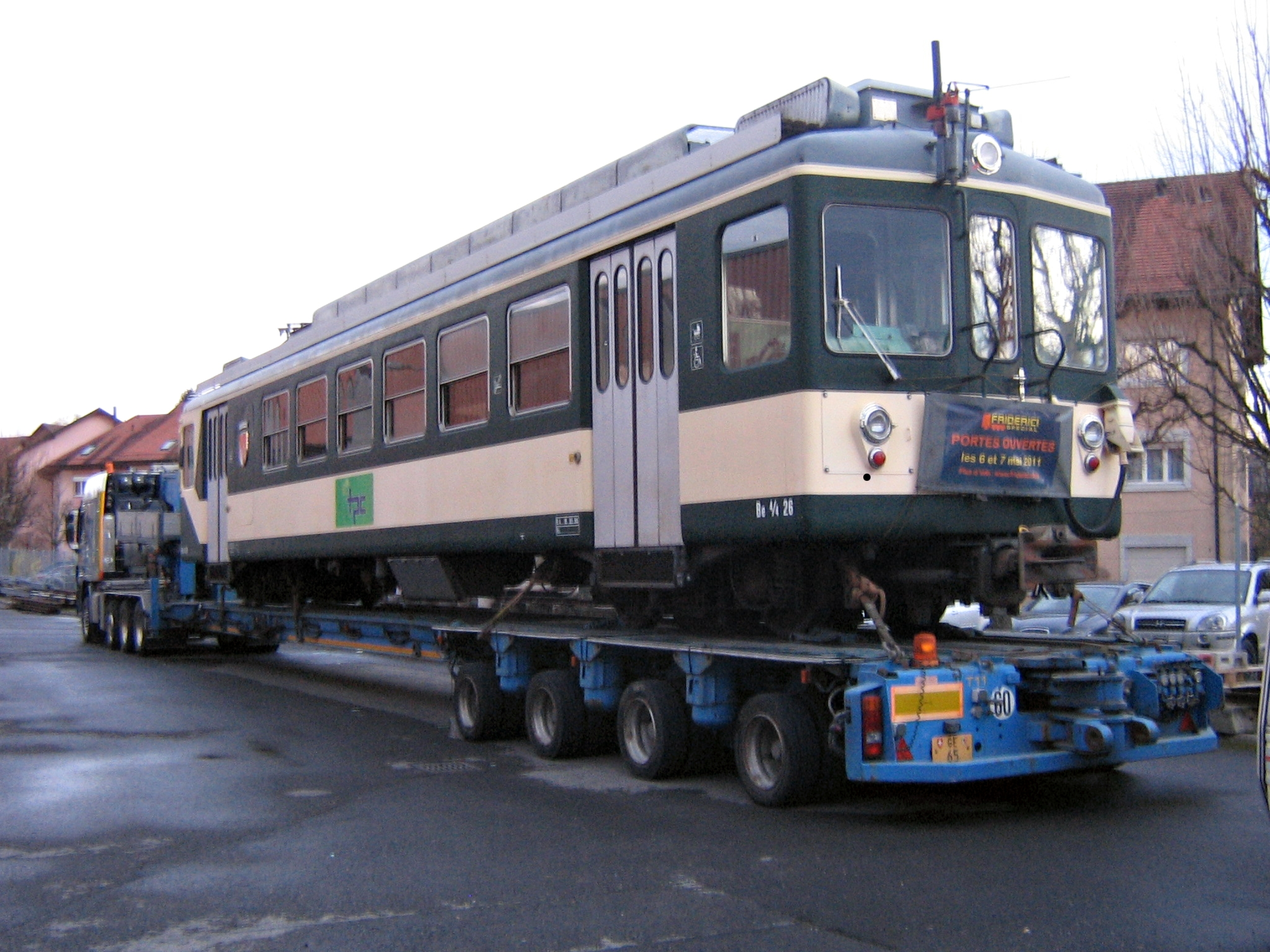
Automotrice Be 4/4 26 Jouxtens-Mézery fraîchement de retour de son séjour au Chablais.
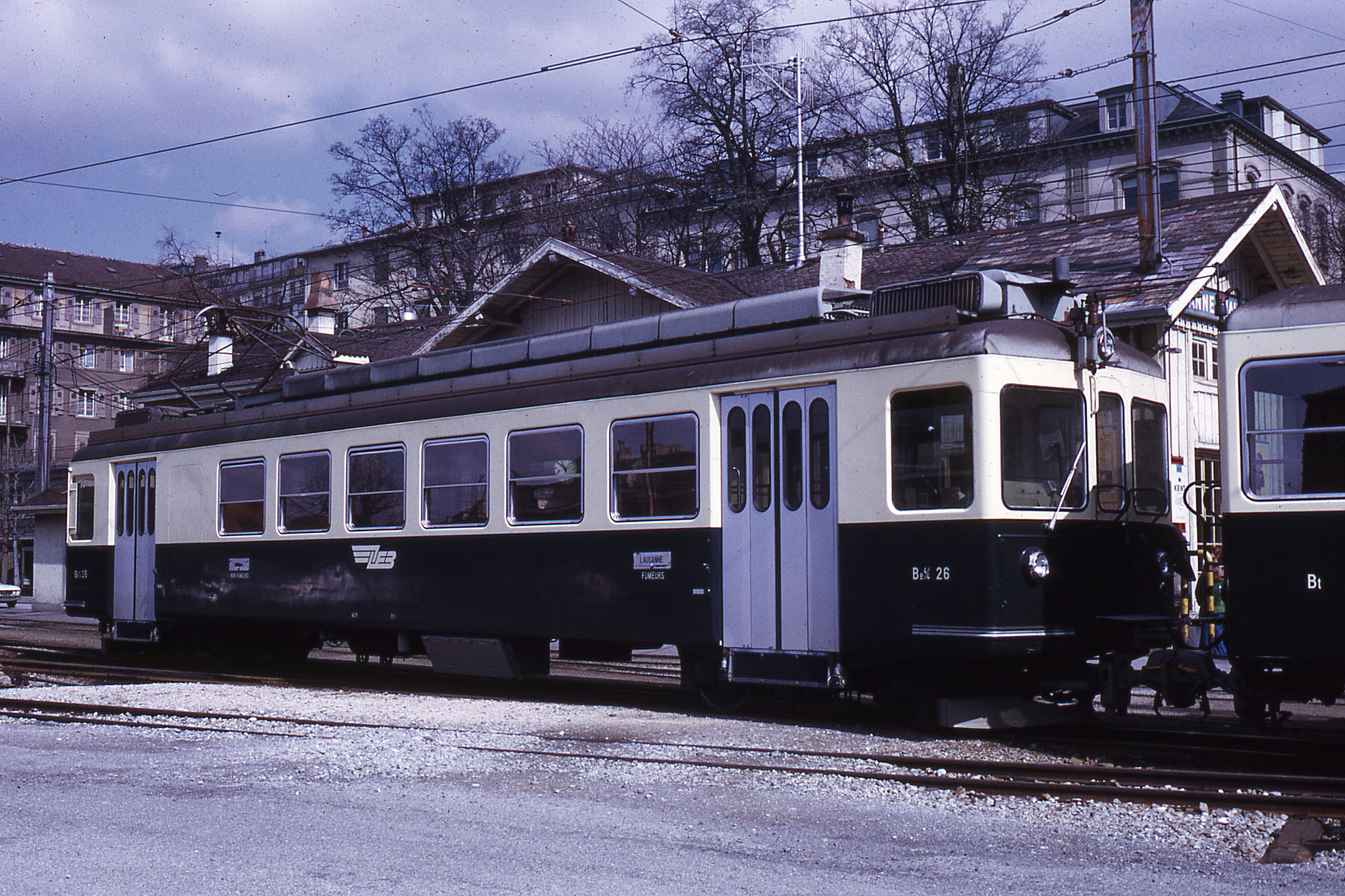
Be 4/4 26 à l'ancienne gare de Lausanne-Chauderon en 1975 portant l'ancienne livrée vert foncé en bas et crème en haut.
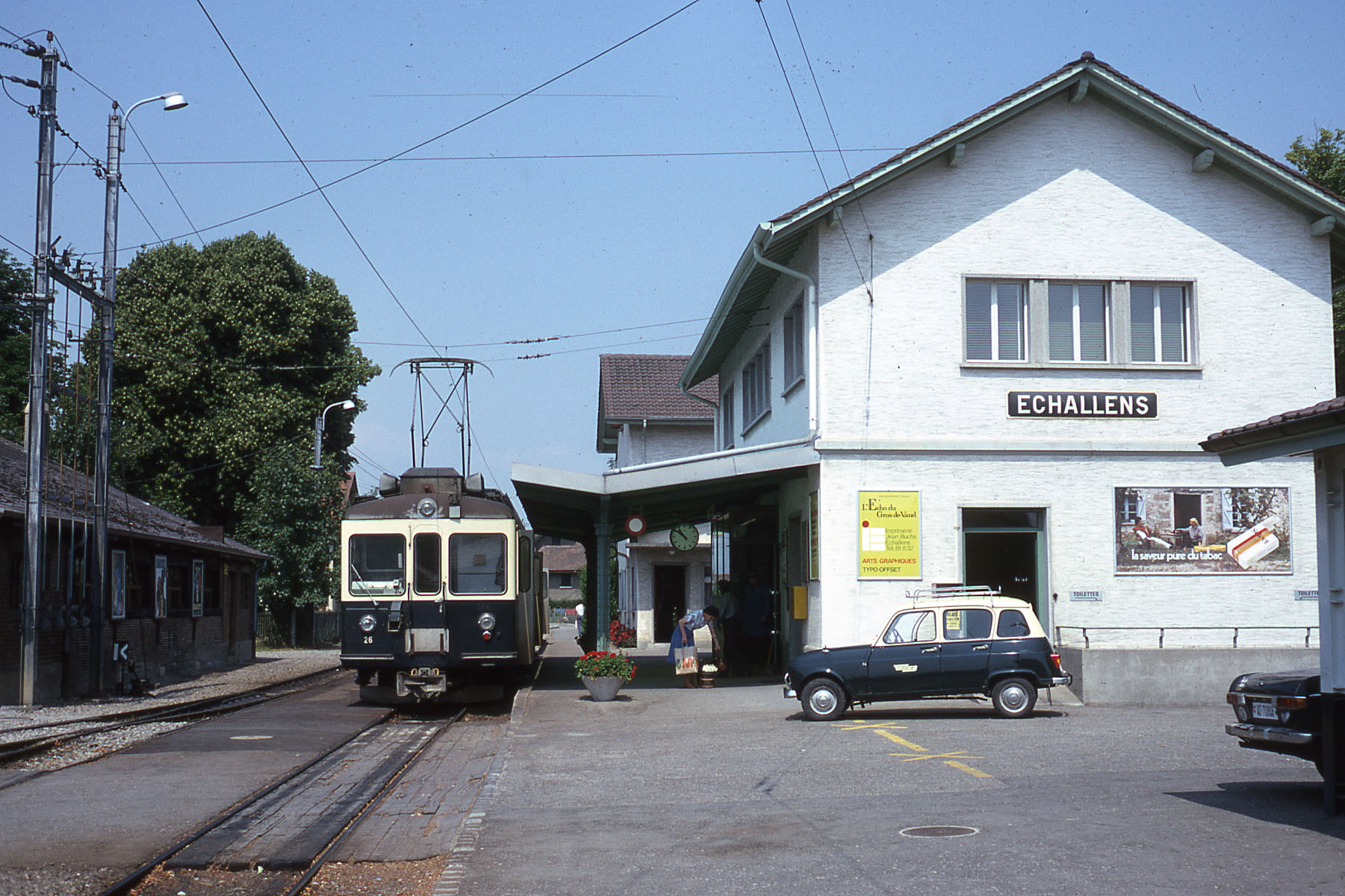
Be 4/4 26 marquant l'arrêt à quai et voiture de service 14 parquée devant l'ancienne gare d'Échallens en 1976.